# パケ・ホーダイ
パケ・ホーダイは、2004年より開始されたNTTドコモの第三世代携帯電話FOMAのパケット通信料定額サービスである。類似した商品名・オプションのサービスとして、同じくNTTグループであるNTT東日本・西日本のテレホーダイがある。
フルブラウザ通信も定額になるパケ・ホーダイフル、段階制定額サービスで、PCでの通信やスマートフォンでの通信にも対応しているパケ・ホーダイ ダブル、パケ・ホーダイ シンプル（メール使いホーダイ）についても併せて記述する。
日本国消費税法の規定に基づき、価格表記は原則として消費税課税後の価格を優先する。また、「本体価格」とあるのは、消費税額を除いた金額である。
特記が無い限り実施・改定当時の消費税率（5%）に基づく。

## パケ・ホーダイ
NTTドコモで初となるパケット通信定額制サービスであり、FOMA端末からのiモード通信が定額となる。現在は契約できない。多量の通信を行うユーザーへ向けて2004年6月1日より開始された。申し込み日（直後）からサービスが適用されるが、月途中での加入でも定額料は日割り計算されず、また申し込み前の該当料金月におけるパケット利用料金についてはサービス適用されない。
サービス開始当初はFOMAプラン67以上またはビジネスプランと組み合わせる必要があった。2005年11月1日より始まったFOMA新料金プランでは、タイプM以上が対象だった。2006年3月1日より全てのFOMA新料金プラン（タイプS・タイプSS・タイプリミットを含む）においても、パケ・ホーダイが適用できるようになった。
定額対象外となるのは、デュアルネットワークでのmovaの通信、パソコン・PDAに接続した際の通信、902iシリーズ以降の一部端末に搭載されているフルブラウザを使用した際の通信、プッシュトークの通信、国際ローミングでの通信、そしてパケット通信ではない64Kデジタル通信（テレビ電話など）である。プッシュトークについては、別途カケ・ホーダイで定額制になる。
通信量にかかわらず一律4,095円の支払いが必要である。このため、あまりパケット通信を利用しない場合は、かえって不経済となる。
同一の端末から一度に大量のアクセスが発生した場合は、一時的に帯域に制限を加えることがあると案内されている。CDMA 1X WINとは異なり、高速通信を実現するHSDPA導入を待たずにサービスを導入したが、2007年の905iシリーズにおけるHSDPA導入までも当初懸念されたほどのアクセス負荷には陥らなかった。また、905i導入以降において通信量も増加したが、イベント等による混雑時を除き、ほとんど問題は発生しなかった。
2005年4月1日より、iモード以外のパケット通信については1パケットあたり0.021円（本体0.02円）の料金が適用となる値下げが行なわれ（従来はパケットパック未契約時0.21円）、それと引き換えにパケットパックとの重複契約はできなくなった。

### 料金体系
- 定額料　4,095円（本体3,900円）
- iモード通信(メール含む)　無料
- その他のパケット通信料　1パケットあたり0.021円　※基本料金プランの無料通信分を充当可能

### 歴史
2004年3月24日、ドコモはauのEZフラットと同様の定額制度の導入を発表した。2004年6月1日の料金改定で実施された。導入当初は、FOMAプラン67以上及びビジネスプランに対応していた。
2005年7月29日、新料金プラン開始に伴い、タイプM・タイプL・タイプLL・タイプビジネスに対応すると発表された。2005年11月1日の料金改定で実施された。
2006年1月31日、FOMA新料金プラン全てに対応すると発表された。2006年3月1日の料金改定で実施された。
2008年8月25日、パケ・ホーダイ ダブルの導入に伴い、同年12月31日に新規申し込みを終了すると発表され、実施された。2009年1月1日以降は解約のみ受け付けている。

## パケ・ホーダイフル
2007年3月1日より開始された。定額料月額5,985円（本体5,700円）を支払うことで、上記の通信に加えて、携帯電話端末のフルブラウザによるパケット通信も定額になる。
通信量にかかわらず一律5,985円の支払いが必要となるため、あまりフルブラウザ通信を利用しない場合はパケ・ホーダイと比較してかえって不経済となる可能性がある。また、パケ・ホーダイ契約者がフルブラウザ通信を利用した場合でもパケ・ホーダイフルが自動適用されることはなく、上述の従量制通信料が課金されるため、利用頻度によってはいわゆるパケ死に注意する必要がある。
iモードおよびフルブラウザ以外のパケット通信については1パケットあたり0.021円の料金が適用となる。パケットパックとの重複契約はできない。

### 料金体系
- 定額料　5,985円（本体5,700円）
- iモード通信およびiモードフルブラウザ通信　無料
- その他のパケット通信料　1パケットあたり0.021円 ※基本料金プランの無料通信分を適用可能

### 歴史
2007年1月31日、ドコモはパケ・ホーダイフルの導入を発表した。2007年3月1日の料金改定で実施された。
2008年8月25日、パケ・ホーダイ ダブルの導入に伴い、同年12月31日に新規申し込みを終了すると発表され、実施された2009年1月1日以降は解約のみ受け付けている。

## パケ・ホーダイ ダブル
2008年10月1日より開始された。従来のパケ・ホーダイ、パケ・ホーダイフルが利用パケット数にかかわらず一律料金であったのに対し、auの「ダブル定額ライト」、ソフトバンクの「パケットし放題」と同様の、下限額と上限額の間は利用パケット数に応じて課金される段階制のパケット定額サービスである。対象は、2005年11月以降に導入された全てのFOMA向け料金プランである。最低料金に関して、サービス開始当初から2回の改訂が行われ、2009年8月1日以降は390円になっている。最低料金見直しに関して、最低料金時の利用可能パケット量の見直しのみで、上限料金に達するまでのパケット料金の改訂は行われていない。
また2010年4月1日からはBiz・ホーダイダブルと統合され、スマートフォンの通信でも5,985円が上限で利用できる。
定額対象及び利用額は通信方式により異なり、iモードのみの通信で上限4,410円、スマートフォン通信、フルブラウザ及び128kの指定されたアクセスポイントの通信で上限5,985円、またPC及びPDAでの通信で上限8,190円の通信料になる。
スマートフォン、PC及びPDAによる指定されたアクセスポイントを利用したインターネット通信に関してはspモード、mopera U、またはBlackBerryサービスの契約が必要になる。

### 料金体系
段階的に料金体系が変化する。また、このプランを利用する場合、基本料金プランの無料通信分をパケット通信に利用することができない。
定額料（パケット通信専用）
390円（本体372円[4,650パケット分]）- 1か月の利用額が左記未満でも支払う必要がある最低金額である。
| ↓月利用パケット                 | iモード通信のみ利用 | スマートフォンでの通信 iモードフルブラウザ通信利用 特定アクセスポイントの128kbps通信                                        | その他のパケット通信利用 （PC・PDAの速度制限なしのモデム通信）                                                              |
| ------------------------------- | --- | --- | --- |
| 〜4,650パケット                 | 下限定額料390円（本体372円）                                                                                                | 下限定額料390円（本体372円）                                                                                                | 下限定額料390円（本体372円）                                                                                                |
| 4,650パケット〜 52,500パケット  | 定額料＋（一律0.084円（本体0.08円）／パケット）                                                                             | 定額料＋（一律0.084円（本体0.08円）／パケット）                                                                             | 定額料＋（一律0.084円（本体0.08円）／パケット）                                                                             |
| 52,501パケット〜 71,250パケット | 上限額 4,410円 （本体4,200円）                                                                                              | 定額料＋（一律0.084円（本体0.08円）／パケット）                                                                             | 定額料＋（一律0.084円（本体0.08円）／パケット）                                                                             |
| 71,251パケット〜                | 上限額 4,410円 （本体4,200円）                                                                                              | 上限額 5,985円（本体5,700円）                                                                                               | 8,190円（本体7,800円）に達するまで定額料＋α                                                                                 |
| αについて                       | - 合計金額が5,985円（本体5,700円）までの分 0.084円（本体0.08円）／パケット - それを超える分 0.021円（本体0.02円）／パケット | - 合計金額が5,985円（本体5,700円）までの分 0.084円（本体0.08円）／パケット - それを超える分 0.021円（本体0.02円）／パケット | - 合計金額が5,985円（本体5,700円）までの分 0.084円（本体0.08円）／パケット - それを超える分 0.021円（本体0.02円）／パケット |

### 歴史
2008年8月25日、ドコモはauやソフトバンクモバイルと同様の変動定額制度の導入を発表した。2008年10月1日の料金改定で実施された。サービス開始当初の最低定額料は1,029円（本体980円）で、iモード及びフルブラウザのみが定額対象になっていた。
2009年1月27日、PC及びPDAでの通信に関しても定額対象に追加すると発表された。2009年4月1日の料金改定で実施された。上限額の13,650円（本体13,000円）は、通話とデータ通信を両方使用するユーザーが、定額データプランに入るより割安である。
2009年4月28日、他社に先駆けて定額下限額が490円（本体467円）にすると発表された。2009年5月1日の料金改定で実施された。
しかしその後、auが下限額を390円（本体372円）に引き下げ、ソフトバンクが追随したことから、2009年7月30日ドコモは、下限額を390円（本体372円）に改訂すると発表した。2009年8月1日の料金改定で実施された。
2009年11月5日のドコモは、各社に先駆けて受信最高速度128kbpsで、指定するアクセスポイントでの通信に関しては上限額を5,985円（本体5,700円）にすると発表した。2009年12月1日の料金改定で実施された。
2010年1月21日、Biz・ホーダイダブルとの統合が発表された。スマートフォンに関して、指定するアクセスポイントでの通信に関しては上限額を5,985円（本体5,700円）にする。スマートフォンとiモードをSIMカードを差し替えて定額料金で利用可能となる。Biz・ホーダイダブルの契約者は、パケ・ホーダイ ダブルの契約に切り替えられた。2010年4月1日の料金改定で実施された。
2010年6月1日より、PC等の外部機器を接続した通信における定額上限額を10,395円（本体9,900円）に改訂した。モバイルWi-Fiルータ機能を搭載したアクセスポイントモード対応端末により、広範なWi-Fi機器を利用できる優位点を訴求。
2010年9月1日よりNTTドコモのスマートフォン（一部除く）にてiモードメール等が利用可能になる新サービス「spモード」が開始された。spモード接続はパケ・ホーダイ ダブルの定額対象である。
2011年11月1日より、PC等の外部機器を接続した通信における定額上限額を8,190円（本体7,800円）に改訂。

## パケ・ホーダイ シンプル（メール使いホーダイ）
2009年12月1日より、auのガンガンメールと同様のiモードメールが使い放題のサービス「メール使いホーダイ」に合わせて提供された。今回新設された「タイプシンプルバリュー」または「タイプシンプル」（ベーシック）にデータ通信定額サービス（パケ・ホーダイ シンプル）が組み合わせられ、料金は1,557円（本体1,483円）または3,237円（本体3,082円）にiモード使用料金315円（本体300円）で使える。また、ファミ割MAX50等に加入した場合はタイプシンプルバリューが780円（本体743円）、タイプシンプル（ベーシック）が1,620円（本体1,542円）で利用できる。メール以外のデータ通信は、基本料にiモード使用料、パケ・ホーダイ シンプルの通信利用料で利用できる。
定額対象及び利用額は通信方式により異なり、iモードのみの通信で上限4,410円、フルブラウザ及び128kの指定されたアクセスポイントの通信で上限5,985円、またPC及びPDAでの通信で上限8,190円の通信料になる。
スマートフォン、PC及びPDAによる指定されたアクセスポイントを利用したインターネット通信に関してはmopera Uの契約が必要になる。

### 料金体系
段階的に料金体系が変化する。また、このプランを利用する場合、基本料金プランの無料通信分をパケット通信に利用することができない。
定額料（パケット通信専用）
0円（本体0円[0パケット分]）- 最低パケット量は存在しない。
| ↓月利用パケット                 | iモード通信のみ利用 | スマートフォンでの通信 iモードフルブラウザ通信利用 特定アクセスポイントの128kbps通信                                                | その他のパケット通信利用 （PC・PDAの速度制限なしモデム通信）                                                                        |
| ------------------------------- | --- | --- | --- |
| メールのみ                      | 下限定額料0円（本体0円） | 下限定額料0円（本体0円） | 下限定額料0円（本体0円） |
| 0パケット〜 52,500パケット      | 定額料＋（一律0円08銭4厘（本体0円08銭）／パケット）                                                                                 | 定額料＋（一律0円08銭4厘（本体0円08銭）／パケット）                                                                                 | 定額料＋（一律0円08銭4厘（本体0円08銭）／パケット）                                                                                 |
| 52,501パケット〜 71,250パケット | 上限額 4,410円 （本体4,200円） | 定額料＋（一律0円08銭4厘（本体0円08銭）／パケット）                                                                                 | 定額料＋（一律0円08銭4厘（本体0円08銭）／パケット）                                                                                 |
| 71,251パケット〜                | 上限額 4,410円 （本体4,200円） | 上限額 5,985円（本体5,700円） | 8,190円（本体7,800円）に達するまで定額料＋α                                                                                         |
| αについて                       | - 合計金額が5,985円（本体5,700円）までの分 0円08銭4厘（本体0円08銭）／パケット - それを超える分 0円02銭1厘（本体0円02銭）／パケット | - 合計金額が5,985円（本体5,700円）までの分 0円08銭4厘（本体0円08銭）／パケット - それを超える分 0円02銭1厘（本体0円02銭）／パケット | - 合計金額が5,985円（本体5,700円）までの分 0円08銭4厘（本体0円08銭）／パケット - それを超える分 0円02銭1厘（本体0円02銭）／パケット |

### 歴史
2009年10月27日ドコモは、iモードメールが使い放題のサービス「メール使いホーダイ」を提供すると発表した。2009年12月1日の料金改定で実施された。
2009年11月5日、パケ・ホーダイ ダブル同様に、受信最高速度128kbpsで、指定するアクセスポイントでの通信に関しては上限額を5,985円（本体5,700円）にすると発表された。
2010年1月21日、Biz・ホーダイシンプルとの統合が発表された。スマートフォンに関して、指定するアクセスポイントでの通信に関しては上限額を5,985円（本体5,700円）にする。スマートフォンとiモードをSIMカードを差し替えて定額料金で利用可能となる。Biz・ホーダイシンプルの契約者は、パケ・ホーダイ シンプルの契約に切り替えられた。2010年4月1日の料金改定で実施された。
2010年6月1日より、PC等の外部機器を接続した通信における定額上限額を10,395円（本体9,900円）に改訂すると発表。モバイルWi-Fiルータ機能を搭載したアクセスポイントモード対応端末により、広範なWi-Fi機器を利用できる優位点を訴求。
2011年11月1日より、PC等の外部機器を接続した通信における定額上限額を8,190円（本体7,800円）に改訂。

## パケ・ホーダイ ダブル2
2011年3月15日より開始された。同日にパケ・ホーダイ フラットも開始されている。下限額が2,100円に変更。上限額に達するまでのデータ量も増えている。また、従来のパケ・ホーダイ ダブルも継続されている。

### 料金体系
段階的に料金体系が変化する。また、このプランを利用する場合、基本料金プランの無料通信分をパケット通信に利用することができない。
定額料（パケット通信専用）
2,100円（本体2,000円[40,000パケット分]）- 1か月の利用額が左記未満でも支払う、パケット通信料の先払い分である。
| ↓月利用パケット                  | iモード通信のみ利用 | スマートフォンでの通信 iモードフルブラウザ通信利用 特定アクセスポイントの128kbps通信                                         | その他のパケット通信利用 （PC・PDAの速度制限なしのモデム通信）                                                               |
| -------------------------------- | --- | --- | --- |
| 〜40,000パケット                 | 下限定額料2,100円（本体2,000円）                                                                                             | 下限定額料2,100円（本体2,000円）                                                                                             | 下限定額料2,100円（本体2,000円）                                                                                             |
| 40,001パケット〜 84,000パケット  | 定額料＋（一律0.0525円（本体0.05円）／パケット）                                                                             | 定額料＋（一律0.0525円（本体0.05円）／パケット）                                                                             | 定額料＋（一律0.0525円（本体0.05円）／パケット）                                                                             |
| 84,001パケット〜 114,000パケット | 上限額 4,410円 （本体4,200円）                                                                                               | 定額料＋（一律0.0525円（本体0.05円）／パケット）                                                                             | 定額料＋（一律0.0525円（本体0.05円）／パケット）                                                                             |
| 114,001パケット〜                | 上限額 4,410円 （本体4,200円）                                                                                               | 上限額 5,985円（本体5,700円）                                                                                                | 8,190円（本体7,800円）に達するまで定額料＋α                                                                                  |
| αについて                        | - 合計金額が5,985円（本体5,700円）までの分 0.0525円（本体0.05円）／パケット - それを超える分 0.021円（本体0.02円）／パケット | - 合計金額が5,985円（本体5,700円）までの分 0.0525円（本体0.05円）／パケット - それを超える分 0.021円（本体0.02円）／パケット | - 合計金額が5,985円（本体5,700円）までの分 0.0525円（本体0.05円）／パケット - それを超える分 0.021円（本体0.02円）／パケット |

### 歴史
2011年1月28日のドコモの発表で、スマートフォンに対応した新しい料金コースの導入を発表。2011年3月15日の料金改定で実施された。
2011年11月1日より、PC等の外部機器を接続した通信における定額上限額を8,190円（本体7,800円）に改訂。
2013年11月15日、利用者の減少などを理由としてパケ・ホーダイ ダブル2の新規受付を2014年1月31日をもって終了することが発表された。

## パケ・ホーダイ フラット
2011年3月15日より開始された。同日にパケ・ホーダイ ダブル2も開始されている。iモードおよびスマートフォンを使った場合に固定額5,460円で利用が出来、最低金額が上がる代わりに、ダブルやダブル2と比較して、525円（税抜き500円）安く使える。また、従来のパケ・ホーダイ ダブルも継続されている。

### 料金体系
段階的に料金体系が変化する。また、このプランを利用する場合、基本料金プランの無料通信分をパケット通信に利用することができない。
定額料（パケット通信専用）
5,460円（本体5,200円）- 1か月の利用量によらず支払う必要のある最低額。
| iモード通信のみ利用 スマートフォンでの通信 | iモードフルブラウザ通信利用 特定アクセスポイントの128kbps通信                                                                | その他のパケット通信利用 （PC・PDAの速度制限なしのモデム通信）                                                               | |
| ------------------------------------------ | --- | --- | --- |
| 上限額 5,460円（本体5,200円）              | 上限額 5,985円（本体5,700円）                                                                                                | 8,190円（本体7,800円）に達するまで定額料＋α                                                                                  | |
| αについて                                  | - 合計金額が5,985円（本体5,700円）までの分 0.0525円（本体0.05円）／パケット - それを超える分 0.021円（本体0.02円）／パケット | - 合計金額が5,985円（本体5,700円）までの分 0.0525円（本体0.05円）／パケット - それを超える分 0.021円（本体0.02円）／パケット | - 合計金額が5,985円（本体5,700円）までの分 0.0525円（本体0.05円）／パケット - それを超える分 0.021円（本体0.02円）／パケット |

### 歴史
2011年1月28日、スマートフォンに対応した新しい料金コースの導入が発表された。2011年3月15日の料金改定で実施された。
2011年11月1日より、PC等の外部機器を接続した通信における定額上限額を8,190円（本体7,800円）に改訂。

## らくらくパケ・ホーダイ
2012年8月1日より開始された。らくらくスマートフォン(F-12D)で利用する場合のみ2,980円（本体2,839円）で利用できる。ドコモUIMカードをらくらくスマートフォンに挿入し使用すると、5,460円（本体5,200円）になる。また、1か月に500MB以上利用した場合その月は128kbpsに通信速度が制限される。ただし、その他のパケ・ホーダイに変更することで通常の通信速度で利用できる。

### 歴史
2012年5月16日、らくらくスマートフォンに対応した新しい料金コースの導入が発表された。2012年8月1日の料金改定で実施された。

## 特徴および注意点
パケ・ホーダイとパケ・ホーダイフルは、利用する通信の種類によって上限が切り替わることはないが、パケ・ホーダイ ダブルはフルブラウザ通信の利用状況に応じて上限額が自動的に切り替わる柔軟性が特徴である。
月の途中で契約または解約した場合、定額料は日割りで計算される。ただし上限額は契約日数にかかわらず上記金額が適用される。
従来のドコモの料金体系では基本料金プランおよびパケットパックの無料通信分は音声通話料・パケット通信料とも共通で適用可能である。パケ・ホーダイ ダブル契約者は段階制定額サービスにおける料金計算の特殊性から音声通話とパケット通信の課金体系は完全に分離され、基本料金プランの無料通信分をパケット通信料に適用することはできない。また、パケ・ホーダイ ダブルの定額料に含まれる無料通信分を音声通話に適用することもできない。なおタイプシンプル（バリュー）には通話パケット通信共に無料分が無い。
パケ・ホーダイ ダブルはiモード通信のみ利用した場合の上限額が、パケ・ホーダイ定額料と比較して315円（本体300円）高いため、iモード通信を毎月上限まで利用しフルブラウザをあまり使用しないユーザーにとっては割高となる。
パケ・ホーダイ ダブルのサービス開始に伴い、以下のサービスは新規申し込み受付を終了。以後は既契約者のみサービスを解約しない限り引き続き継続可能。
- - 2008年12月31日終了 - パケ・ホーダイ、パケ・ホーダイフル、Biz・ホーダイ、パケットパック10、パケットパック30
  - 2009年3月31日終了 - パケットパック60、パケットパック90